# Toulouges
Toulouges (Catalaans: Tuluges) is een gemeente in het Franse departement Pyrénées-Orientales (regio Occitanie). De gemeente telde 7.375 inwoners op 1 januari 2022. De plaats maakt deel uit van het arrondissement Perpignan en van het gemeentelijk samenwerkingsverband Perpignan Méditerranée Métropole.

## Geschiedenis
De plaats is waarschijnlijk gegroeid uit een Romeins landbouwdomein en werd voor het eerst genoemd in 908. Op 16 mei 1027 vond hier een synode plaats onder leiding van Oliba van Cerdanya, de bisschop van Vic. Hier werden regels opgesteld om het geweld van feodale oorlogen te beteugelen. Dit kreeg in 1065 een vervolg met een concilie in Toulouges waarop de Catalaanse clerus en adel aanwezig was en dat een voorloper was van de Corts, het Catalaanse parlement.
Als voorstad van Perpignan kende de gemeente in de 20e eeuw een sterke groei. Er kwamen verschillende verkavelingen om de groeiende bevolking te huisvesten.

## Geografie
De plaats ligt zes kilometer ten zuidwesten van Perpignan in de vlakte van Roussillon. De oppervlakte van Toulouges bedroeg op 1 januari 2022 8,04 vierkante kilometer; de bevolkingsdichtheid was toen 917,3 inwoners per km².

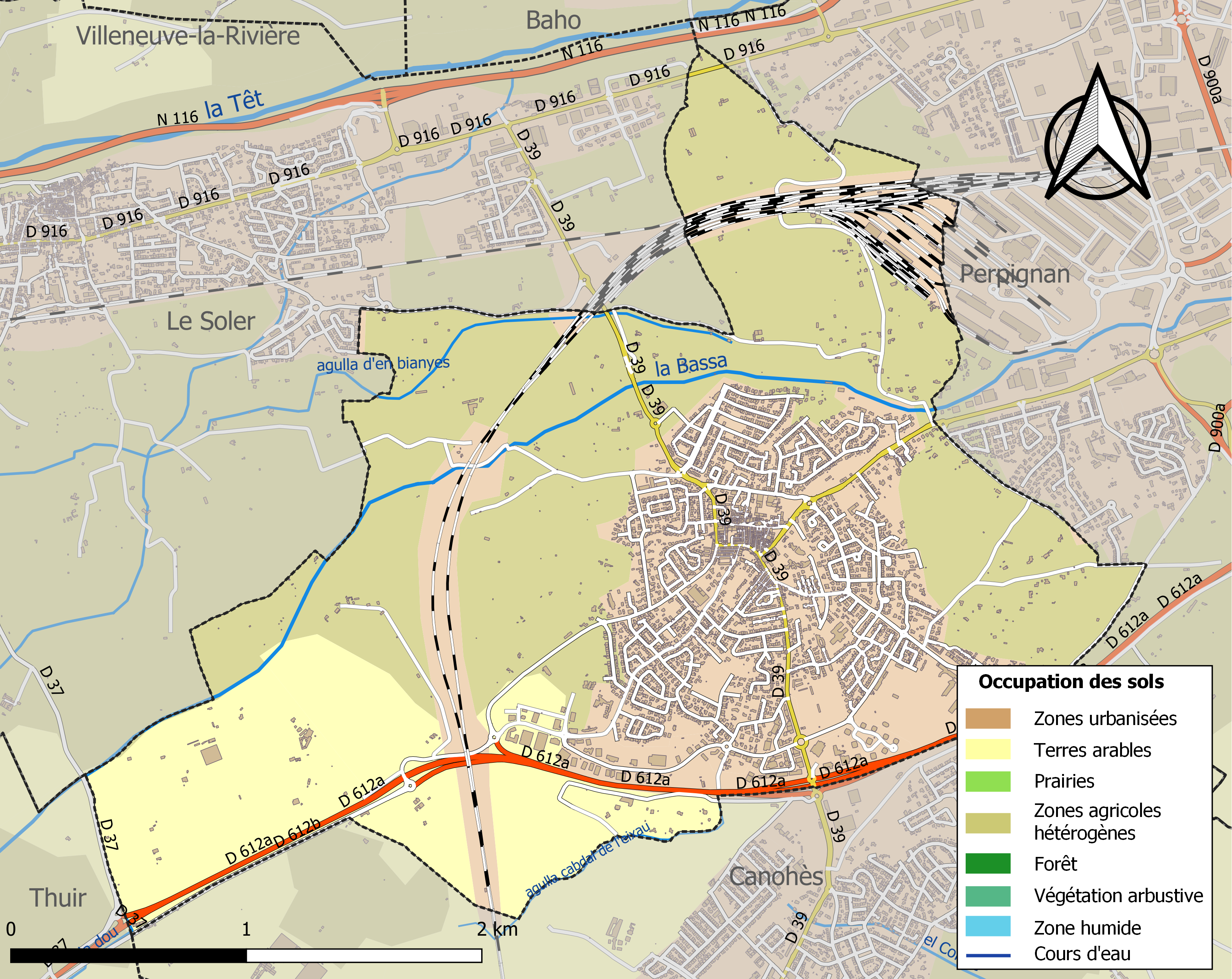
Kaart van de gemeente met de belangrijkste infrastructuur, bodemgebruik en omliggende gemeenten

## Demografie
Onderstaande figuur toont het verloop van het inwonertal (bron: INSEE-tellingen).